# Chiesa cattolica apostolica brasiliana
La Chiesa cattolica apostolica brasiliana (ICAB) è una chiesa non in comunione con la Chiesa cattolica romana, principalmente perché ne nega il dogma dell'infallibilità papale e per aver preso una posizione più blanda verso alcune determinazioni della Chiesa romana su questioni che riguardano il celibato ecclesiastico e il divieto di divorzio.
Il suo fondatore, mons. Carlos Duarte Costa, fu accusato di inadeguatezze amministrative quando era a capo della diocesi di Botucatu. Fu poi costretto al pensionamento e rimosso dall'incarico, mantenendo l'incarico di vescovo emerito e, successivamente, venendo nominato vescovo titolare di Maura.

## Storia
Prima della fondazione dell'ICAB da parte di mons. Costa, avvenuta nel 1945, ci furono alcuni tentativi di fondare una chiesa cattolica indipendente in Brasile. Durante la Confederazione dell'Equatore, questa idea fu proposta da Frei Caneca. Durante il periodo della reggenza nell'Impero, una proposta simile fu presentata dal reggente padre Diogo Antônio Feijó, a favore dell'abolizione del celibato clericale. Durante la Prima Repubblica brasiliana, l'intellettuale Rui Barbosa difese questa stessa proposta.
Nel 1912, padre Manuel Carlos de Amorim Correia, parroco di Itapira, dopo essere stato scomunicato dalla Santa Sede, organizzò una Chiesa cattolica nazionale. Tuttavia, la sua iniziativa non ebbe successo a causa della mancanza di un vescovo di riferimento che trasmettesse la successione apostolica attraverso ordinazioni sacerdotali.
Successivamente, nel 1945, mons. Costa, con posizioni estremamente critiche, negò il dogma dell'infallibilità papale, avendo anche accusato pubblicamente l'autorità vaticana, e rendendola responsabile della collaborazionismo per la fuga di ufficiali nazisti durante l'Operazione ODESSA, alla fine della seconda guerra mondiale. Successivamente, ha assunto una posizione molto meno rigida riguardo alla disciplina ecclesiastica del celibato e alla situazione dei divorziati.
Nel 1949, il presidente Eurico Gaspar Dutra tentò di limitare il raggio d'azione dell'ICAB attraverso il Tribunale supremo federale contro la legalità dell'ICAB. Così, dopo la decisione del tribunale, Carlos fece in modo di adattare gli abiti, i paramenti, la liturgia e i riti pubblici della Chiesa cattolica nazionale per diversificarla dalla Chiesa cattolica romana.
Ad eccezione di mons. Salomão Barbosa Ferraz, primo vescovo consacrato da mons. Duarte Costa, tutti gli altri vescovi non sono stati riconosciuti dalla Chiesa di Roma e da papa Pio XII. Mons. Barbosa Ferraz, nel 1959, si riconciliò e rientrò nella Chiesa cattolica sotto il pontificato di papa Giovanni XXIII. Fu padre conciliare al Concilio Vaticano II e fu nominato, nel 1963, vescovo titolare di Eleuterna e vescovo ausiliare di San Paolo.
Dom Carlos era contrario al celibato dei sacerdoti, sostenendo il loro diritto di poter scegliere liberamente e senza imposizione tra il matrimonio e celibato stesso. Mons. Duarte Costa era anche molto comprensivo con i divorziati che avevano ricominciato le loro vite attraverso un nuovo matrimonio civile. Per quanto riguarda questi temi, aveva un pensiero molto simile alla disciplina esercitata nella Chiesa ortodossa, dove il celibato è facoltativo e la possibilità di contrarre un secondo o addirittura un terzo matrimonio è una possibile e senza molta burocrazia.

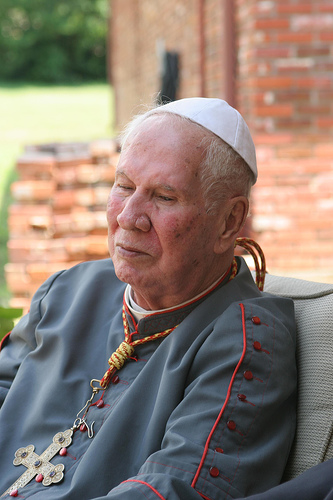
Dom Luis Fernando Castillo Mendez, patriarca dell'ICAB dal 1964 al 2009.

Mons. Costa non esitò a usare il vernacolo nella liturgia dell'ICAB, anticipando così una trasformazione che sarebbe avvenuta nella Chiesa di Roma diciannove anni dopo, con le riforme avviate al Concilio Vaticano II. Tali atteggiamenti non ebbero il supporto della gerarchia romana, caratterizzando, secondo la comprensione del tempo, la ribellione verso gli insegnamenti ufficiali della Chiesa.
Queste furono alcune delle cause principali che fecero scomunicare Carlos Duarte Costa da papa Pio XII. Fu, per lui, automatico fondare la Chiesa cattolica apostolica brasiliana il 6 luglio 1945.

## Posizioni
L'ICAB accetta il credo niceno, atanasiano e il simbolo degli apostoli, osservando sette sacramenti (battesimo, eucaristia, cresima, penitenza, unzione degli ammalati, matrimonio e ordine). Amministra la comunione a tutti i cristiani che riconoscono la presenza reale di Cristo nell'Eucaristia. La Chiesa riconosce il divorzio come una realtà di vita e permessa dalla Sacra Scrittura e risposa i divorziati dopo un processo ecclesiastico di indagine, battezzando anche i loro figli.
L'ICAB accetta il controllo delle nascite in determinate circostanze, come per la prevenzione delle malattie. Si oppone all'aborto, all'eutanasia, alla pena capitale e a qualsiasi altra presa di posizione contro la vita umana. La chiesa ha tre gradi amministrativi, in linea con la concezione di uno stato nazionale: esecutivo (consiglio episcopale), legislativo (consiglio nazionale) e giudiziario (tribunale ecclesiastico superiore). Negli ultimi anni conta 52 vescovi e 39 diocesi in Brasile. Il motto ufficiale è "Deus, Terra e Liberdade" ("Dio, terra e libertà").
L'ICAB è aperta a persone di tutte le credenze e filosofie, o anche atei e comunisti. Secondo Roger Bastide, "...dal 1945 i suoi sacerdoti hanno partecipato a sedute di spiritismo Umbanda, benedicendo della Vergini identificate con Yemanjá, e celebrando la messa nei santuari della macumba..."

### Attualità
La Chiesa cattolica apostolica brasiliana è stata perpetuata grazie alle ordinazioni sacerdotali e consacrazioni episcopali effettuate dal suo fondatore. Inizialmente egli fu rimosso dalla sua ex diocesi di Botucatu, ufficialmente per ragioni amministrative e per alcune idee progressiste. Rimanendo vescovo emerito della sede di Botucatu, fu nominato da Roma vescovo titolare di Maura.
Politicamente, mons. Costa era fortemente critico contro il regime di Getúlio Vargas e contro una presunta alleanza tra il Vaticano e i regimi totalitari europei.